# 은하열차 888
은하열차 888은 대한민국 경기도 과천시 막계동에 위치한 서울랜드의 미래의 나라 구역에 자리잡고 있는 롤러코스터로, 콕스크류 롤러코스터이기도 하다. 길이는 888m, 높이는 32m, 속도는 시속 85km에 달한다. 특수트랙은 루프 2개로, '더블 루프 코스터'로 불리기도 한다. 레일 색은 루프 구간을 제외하곤 파란색이다. 받침대 색상은 흰색이며 정상에 도착할 때까지 약 1분이 걸린다. 터널은 2개가 있으며, 루프 2개를 연속으로 통과한 직후 첫번째 터널로 빠르게 지나간다. 1988년 5월 11일 서울랜드 개장과 함께 운행이 시작된 롤러코스터.

## 정보
- 개장: 1988년 5월 11일
- 길이: 888m
- 운행시간: 3분
- 속도: 최고속도 85km
- 높이: 32m